# ساوونیای جنوبی

موقعیت ساوونیای جنوبی در فنلاند

ساوونیای جنوبی (فنلاندی: Etelä-Savo; سوئدی: Södra Savolax) یکی از منطقه‌های فنلاند است که هم‌مرز با منطقه‌های ساوونیای شمالی، کارلیای شمالی، کارلیای جنوبی، کیمنلاکسو، پی‌ینه تاواستیا و فنلاند مرکزی است.